# نانسي سوليفان
نانسي سوليفان (بالإنجليزية: Nancy Sullivan)‏ مواليد 17 أكتوبر 1969 في يوتا، الولايات المتحدة، هي مُمثلة ،ومذيعة تلفزيونية وكاتبة سيناريوهات أمريكية بدأت مسيرتها الفنية عام 1984.

## وصلات خارجية
- نانسي سوليفان على موقع IMDb (الإنجليزية)
- نانسي سوليفان على موقع ألو سيني (الفرنسية)
- نانسي سوليفان على موقع أول موفي (الإنجليزية)
- نانسي سوليفان على موقع قاعدة بيانات الفيلم (الإنجليزية)
- نانسي سوليفان على موقع ليتربوكسد (الإنجليزية)
- نانسي سوليفان على موقع كينوبويسك (الروسية)